# Dimensione donna
Dimensione Donna  è un album di Rita Pavone, pubblicato nel 1985.

## Descrizione
Dopo l'esperienza televisiva di Come Alice, varietà della Rete 1 andato in onda al sabato sera nell'autunno del 1982, la Pavone si assenta dal mondo dello spettacolo per alcuni anni, tornando ad incidere un album a più di cinque anni di distanza dal precedente R. P. '80.
Il disco rappresenta una svolta per l'interprete che, si propone in veste di cantautrice firmando tutti i brani dell'album, in coppia con altri autori: Laura Trentacarlini, Marco Colucci, Adelmo Musso, Luigi Follica, Luigi Magurno. Il disco fu prodotto da Corry Knobel, Paolo Ormi e Marco Colucci.

## Singoli
Per la promozione dell'album fu utilizzato il brano Finito, che la cantante promosse in molte trasmissioni televisive dell'epoca ma, che non venne pubblicato su 45 giri. Il brano fu anche utilizzato come sigla della soap-opera Sassaricando della rete brasiliana TV Globo.
Nel 1984 furono pubblicati invece due singoli: Adorable Sixties, un meadley di brani anni sessanta mixati in chiave italo disco, pubblicato in 33 ⅓ giri 12" e Daniele (Filastrocca da non cantare)/Adorable Sixties, che però non vennero inclusi nell'album. Nel 1986 fu pubblicato un ulteriore singolo, La valigia/Africa, utilizzando in copertina le foto tratte dalla stessa session dell'album, ma anche in questo caso, nessuno dei due brani appartenevano all'LP.

## Edizioni
L'album è stato pubblicato in una prima edizione in vinile, con il numero di catalogo  RRLP 1172 su etichetta Ros Record. Esiste per il mercato brasiliano, una versione in LP dal titolo Per sempre, pubblicata su etichetta Continental con numero di catalogo 3-35-404-021, con una tracklist leggermente differente rispetto alla versione italiana, in cui furono inclusi sette dei nove brani della versione italiana (furono esclusi Equivoci e Fammi innamorare) più i brani Africa, pubblicato in Italia solo su 45 giri, Fortissimo, e I've got you under my skin, cover di Frank Sinatra.
L'album è stato pubblicato per la prima volta in CD nel 1997, in una ristampa economica della D.V. More Record con numero di catalogo CDSC 0204. Nel 2017 è stato ristampato in CD dall'etichetta Italy & C con numero di catalogo 201710-1, mantenedo un artwork fedele all'edizione in vinile, venendo pubblicato anche come download digitale e sulle piattaforme streaming.

## Tracce
1. Crisi d'identità
2. Eroi di carta
3. Equivoci (D'amore)
4. Fammi innamorare
5. My Indian Summer (Perduta)
6. Come la prima volta
7. Particolari
8. Anni impazienti
9. Finito